# NGC 5958
NGC 5958 (również PGC 55494 lub UGC 9909) – galaktyka spiralna (Sc), znajdująca się w gwiazdozbiorze Korony Północnej. Odkrył ją William Herschel 11 kwietnia 1785 roku.